# Connor Weil
Connor Weil, född 28 december 1993 i Portland i Oregon, är en amerikansk skådespelare. Han är känd för att ha spelat rollen som Will Belmont i MTVs slasherserie Scream, där han endast medverkade under en säsong. Han har också medverkat i fyra stycken avsnitt av NBC-såpoperan Våra bästa år, detta under år 2016.

## Filmografi (i urval)

### Filmer
- 2013 – Sharknado
- 2015 – McFarland, USA

### TV-serier
- 2011 – A.N.T. – Avancerad Ny Talang (TV-serie)
- 2011 – Victorious (TV-serie)
- 2013 – Crash & Bernstein (TV-serie)
- 2013 – The Young and the Restless (TV-serie)
- 2013 – The Tonight Show with Jay Leno (TV-serie)
- 2013 – Liv och Maddie (TV-serie)
- 2014 – Kickin' It (TV-serie)
- 2015 – Scream (TV-serie)
- 2015 – The Goldbergs (TV-serie)
- 2016 – Våra bästa år (TV-serie)
- 2016–2017 – Foursome (TV-serie)
- 2017 – NCIS: Los Angeles (TV-serie)
- 2017–2018 – K.C. Hemlig agent (TV-serie)
- 2022 – Acapulco (TV-serie)
- 2022 – Little America (TV-serie)